# マッティア・ベッリーニ
マッティア・ベッリーニ（Mattia Bellini、1994年2月8日 - ）は、ユナイテッド・ラグビー・チャンピオンシップ、ベネットン・ラグビーに所属するラグビーユニオン選手。

## プロフィール
- イタリア・パドヴァ出身。
- ポジションはウィング(WTB)。
- 身長 193cm、体重 101kg
- U20イタリア代表に選ばれたことがある[1]。
- イタリア代表キャップは28（2021年1月現在）でラグビーワールドカップ2019のイタリア代表に選ばれた[2]。
- 7人制イタリア代表に選ばれたことがある。

## 略歴
ペトラルカを経て、2016年、ゼブレに加入。
2022年、ベネットンに加入。